# Asura (série télévisée)
Pour les articles homonymes, voir Asura (homonymie).
Asura (阿修羅のごとく, Ashura no Gotoku) est une série télévisée japonaise écrite et réalisée par Hirokazu Kore-eda et diffusée depuis le 9 janvier 2025 sur Netflix.

## Liminaire
La série, basée sur la vie quatre sœurs en 1979 à Tokyo (Japon), met en vedette Rie Miyazawa, Machiko Ono, Yū Aoi et Suzu Hirose et est publiée par Netflix le 9 janvier 2025
La série est une adaptation de la série Ashura no Gotoku (en) de Kuniko Mukōda. Les sept épisodes suivent l'histoire sœurs Takezawa; Tsunako (Miyazawa), Makiko (Ono), Takiko (Aoi), Sakiko (Hirose). Takiko soupçonne que leur père vieillissant, Kotaro (Kunimura), a une amante et un fils. Alors que les autres sœurs trouvent cela incroyable, elles promettent de cacher cela à leur mère. Cependant cette agitation met en lumière divers conflits et secrets qui se cachent dans la vie des femmes.

## Fiche technique
- Titre original : 阿修羅のごとく
- Titre français : Asura
- Réalisation : Hirokazu Kore-eda
- Scénario : Kuniko Mukōda
- Photographie : Yasuo Yagi
- Montage : Mikiya Takimoto
- Musique : Fox Capture Plan
- Production :
- Sociétés de production : Netflix
- Pays de production : Japon
- Langue originale : japonais
- Format : couleur
- Genre : Drame
- Durée : 55 à 67 minutes
- Dates de sortie :
  - Netflix : 9 janvier 2025 (internet)

## Distribution
- Rie Miyazawa : Tsunako Mitamura, la sœur aînée
- Machiko Ono : Makiko Satomi, la deuxième sœur
- Yū Aoi : Takiko Takezawa, la troisième sœur
- Suzu Hirose : Sakiko Takezawa, la plus jeune sœur
- Masahiro Motoki : Satomi Takao, le mari de Makiko
- Ryuhei Matsuda : Shizuo Katsumata, détective privé et mari de Takiko
- Kisetsu Fujiwara : Hidemitsu Jinnai, le petit ami de Sakiko
- Jun Kunimura : Kotaro Takezawa, le père des quatre sœurs
- Keiko Matsuzaka : Fuji Takezawa, la mère des quatre sœurs
- Yui Natsukawa : La femme de Sadaharu
- Naho Toda (en) : La maîtresse de Kotaro
- Kairi Jo (en) : Hiro Satomi, le fils de Makiko et Takao
- Atsuko Takahata : La mère de Hidemitsu

## Production
En novembre 2024, la série est annoncée sur Netflix. Le tournage principal est achevé en 202. La bande-annonce de la série est sortie le 16 décembre 2024.